# Ferran II de Portugal
Ferran II de Portugal (Viena, 29 d'octubre de 1816-Lisboa, 15 de desembre de 1885), nascut com Ferran August Francesc Antoni de Saxònia-Coburg-Gotha-Kóhary, va ser príncep de Saxònia-Coburg-Gotha i va esdevenir rei consort de Portugal el 1837 arran del naixement del seu primer fill, el futur Pere V, amb la reina Maria II.

## Orígens familiars
Va néixer el 29 d'octubre de l'any 1816 a Viena, si bé altres fonts indiquen Coburg com el seu lloc de naixement. Era fill del príncep Ferran de Saxònia-Coburg-Saalfeld-Kóhary i de l'aristòcrata hongaresa Maria Antònia de Koháry, filla del príncep de Koharv i senyor de Casabrag i altres terres a Hongria. Era net del duc Francesc de Saxònia-Coburg Gotha i de la princesa Augusta de Reuss-Ebersdorf i Lowenstein.
La seva família havia perdut els seus drets sobre el petit ducat saxó. A la vegada renunciaren a la fe protestant i abraçaren l'església catòlica enllaçant amb la millor reialesa europea a través de cases com la portuguesa o la dels Orleans.
Va rebre una educació, destacant la formació en música i arts.

## Rei de Portugal
Després de negociacions entre diplomàtics portuguesos i lord Palmerston per elegir un espòs adequat per a la reina Maria II, va sortir el nom de Ferran. L'any 1836 pel seu casament amb Maria II de Portugal obtingué el títol de príncep de Portugal, i tal com marca la tradició portuguesa.
El 1836 va ser nomenat mariscal de camp, però va haver de dimitir el mateix any a instàncies del Partit Liberal, que el volia allunyar-lo de la política. Des de 1837 va ostentar el títol de rei, però la constitució limitava els seus drets reials, i Anglaterra va haver d'intervenir sovint en nom de la parella reial contra els liberals del país. El poble inicialment li va ser hostil, però aviat va saber guanyar-se la seva estimació pels seus esforços en trobar un equilibri entre les parts en els conflictes interns, per la seva reserva en els afers públics i la voluntat d'assumir tasques importants en situacions difícils.
A la guerra civil de 1846-147 va tornar a ser comandant de l'exèrcit, i després de la mort prematura de la reina, va govern per l'hereu menor d'edat durant dos anys. Amb la seva actitud respectuosa i de tacte, la seva comprensió davant els problemes social i els interessos del país, va pacificar el país va aplanar el terreny per al desenvolupament posterior durant el regnat dels seus fills.
Va promoure les arts i va intentar donar una educació àmplia i rigorosa als seus fills. Va dedicar-se a la promoció de les arts i va ser un diletant format en tots els àmbits de belles arts. Va contribuir al coneixement i a la protecció del patrimoni històric portuguès i va pensionar artistes a l'estranger. És conegut també per haver estat qui va manar construir el Palau de Pena, a partir d'un antic monestir.
A la mort de la seva esposa el 1853 va actuar com a regent durant dos anys fins a la majoria d'edat del seu fill. Va renunciar als seus drets en favor Pere, primer rei de la dinastia Bragança-Wettin.

## Darrers anys
Passada la seva etapa com a regent, va rebutjar la corona grega, que se li va oferir el 1862 i l'espanyola el 1869, perquè la unió dinàstica amb Espanya va ser rebutjada pels portuguesos.
El 10 de juny de 1869 va casar-se amb l'actriu Elisa Hensler, a la que va deixar tota la seva fortuna a la seva mort, el 15 de desembre de 1885.

## Matrimonis
El 9 d'abril de 1836 es casà a Lisboa amb la reina Maria II de Portugal filla del rei Pere IV de Portugal i l'arxiduquessa Maria Leopoldina d'Àustria, la parella tingué onze fills:
- Pere V de Portugal (1837-1861)
- Lluís I de Portugal (1838-1889)
- Maria de Bragança (1840)
- Joan de Bragança (1840), germà bessó de l'anterior
- Maria Anna de Portugal (1843-1884), casada el 1859 amb Jordi I de Saxònia.
- Antònia de Portugal (1845-1913), casada el 1861 amb el príncep Leopold de Hohenzollern-Sigmaringen
- Ferran de Bragança (1846-1861)
- August de Bragança (1847-1889), duc de Coïmbra
- Leopold de Bragança (1849)
- Maria Glòria de Bragança (1851)
- Eugeni de Bragança (1854)

Va contraure segones núpcies, morganàticament, el 10 de juny de 1869 a la capella del Palau de Santo Domingos de Benfica (Lisboa) amb l'actriu suïssa Elisa Hensler, comtessa d'Edla. D'aquest matrimoni no van tenir fills, però la comtessa havia tingut una filla de soltera anys abans de conèixer Ferran, Alícia Hensler (1855-1941).